# 1888 en Italie
Chronologie de l'Italie
- 1884
- 1885
- 1886
- 1887
- 1888
- 1889
- 1890
- 1891
- 1892

## Événements

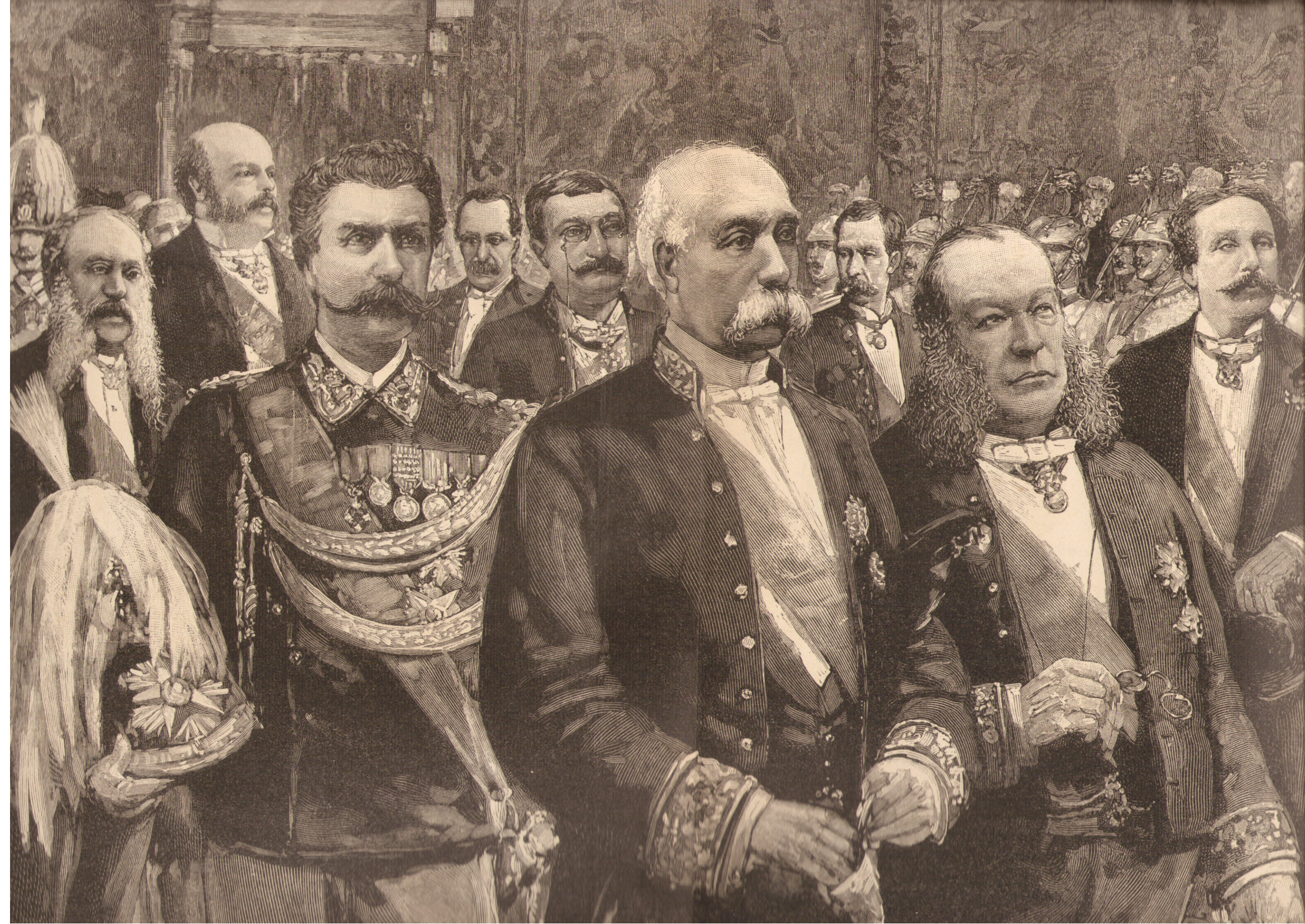
Francesco Crispi et ses ministres au palais du Quirinal la veille du Jour de l'an 1888.

- 1er février : une convention militaire entre l'Italie et l'Allemagne est signée à Berlin contre la France à l’issue d'une conférence des états-majors[1].
- 27 février : à la suite de l’échec des négociations pour le renouvellement des relations commerciales entre la France et l’Italie, le Parlement français vote des surtaxes spéciales applicables à l’entrée des produits italiens. Le 29 février, le gouvernement italien répond par un décret qui surtaxe lourdement les importations française. Une guerre des tarifs s’ensuit (fin le 1er janvier 1890)[2]. La guerre commerciale entre les deux pays coïncide avec les débuts d’une longue crise économique qui aura de graves conséquences pour l’agriculture du Sud (huile, vin, fruits et légumes). Les exportations italiennes vers la France passent de 405 millions de lires en 1887 à 170 en 1888 et 116 en 1897. Les exportations françaises tombent de 326 millions en 1887 à 156 en 1888, puis résistent à 167 en 1889.
- 12 juin : congrès international des étudiants pour les 800 ans de l'université de Bologne[3].
- 20 juin : encyclique Libertas Præstantissimum émise par le pape Léon XIII sur la liberté humaine[4].

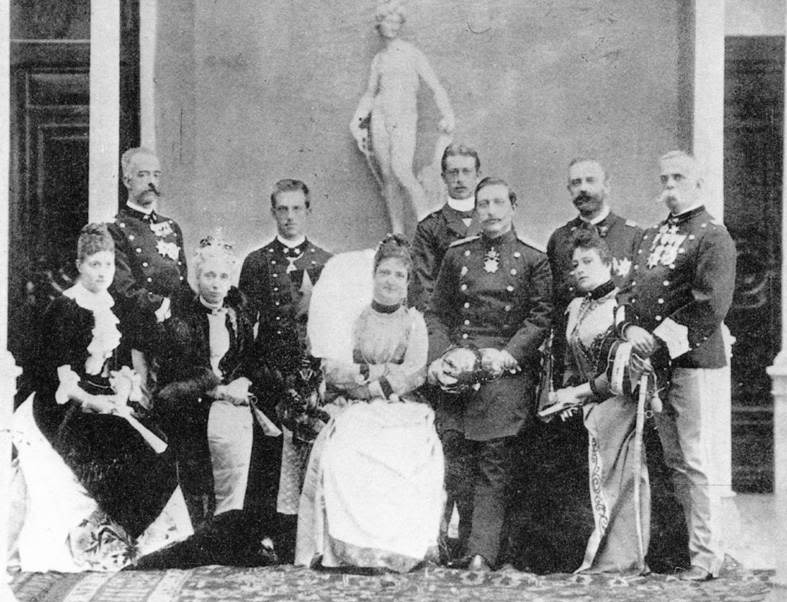
La famille royale italienne lors de la visite d'État du kaiser Guillaume II à Rome

- 11 octobre : le roi d’Italie reçoit à Rome l’empereur d’Allemagne Guillaume II[5].

- Francesco Crispi entreprend une série de réformes institutionnelles. Il élargit le corps électoral pour les élections administratives, il introduit les tribunaux administratifs pour la protection des citoyens dans leurs rapports avec la fonction publique, il fait approuver un nouveau Code pénal (Codice Zanardelli, 1889). En même temps, il donne à la politique étrangère un caractère plus dynamique[6].

- 296 631 Italiens quittent le pays. Dans le Sud, l’immigration touche 135 000 personnes, soit trois fois plus qu’en 1861[6].

## Culture

### Littérature
- 7 janvier : première de Misère et Noblesse (Miseria e nobiltà), comédie italienne en trois actes d'Eduardo Scarpetta au Teatro Mercadante de Naples[7].

#### Livres parus en 1888
- Mastro-Don Gesualdo, roman de Giovanni Verga, est publié en feuilleton dans la revue Nuova Antologia.

## Naissances en 1888
- 19 février : Baldo Baldi, escrimeur, double champion olympique (fleuret par équipe et sabre par équipe) lors des Jeux olympiques de 1920 à Anvers. († 21 décembre 1961)

## Décès en 1888
- 10 janvier : Giuseppe Palizzi, 75 ans, artiste peintre italien peintre paysagiste romantique et animalier, proche de l'école du Pausilippe. (° 12 mars 1812).
- 31 janvier : Jean Bosco, prêtre catholique italien.
- 17 mai : Giacomo Zanella,  67 ans, prêtre, universitaire, professeur de littérature italienne à l'université de Padoue, écrivain et poète, considéré comme l'un des plus grands poètes lyriques de Vénétie. (° 9 septembre 1820)
- 18 mai : Pietro Aldi, 35 ans, peintre académique connu pour ses sujets à thème historique. (° 26 juillet 1852)
- 18 juin : Luigi Mussini, 74 ans, peintre, adepte du purisme italien dont il fut l'un des co-signataires du manifeste. (° 19 décembre 1813)